# Raymond Talleux
Raymond Talleux (francès: Raymond Émile Julien Talleux)  (Boulogne-sur-Mer, 2 de març de 1901 - Saint-Martin-Boulogne, 21 de març de 1982) fou un remer francès que va competir durant la dècada de 1920.
El 1924 va prendre part en els Jocs Olímpics de París, on va disputar dues proves del programa de rem. En la prova del quatre amb timoner guanyà la medalla de plata, mentre en la de dos amb timoner fou quart.